# Путь Пахаря
Путь Па́харя — бывший посёлок в составе Грязинского района Липецкой области, затопленный Матырским водохранилищем.
В засушливом 1920 году несколько семей села Казинка поселились на заливных лугах в пойме Матыры. Пойма тогда именовалась в народе Вонючей, так как здесь были заболоченные участки.
В Вонючей пойме был создан колхоз «Путь пахаря». Затем он превратился в посёлок Путь Пахаря.
Селение было ликвидировано в 1970-х годах при создании Матырского водохранилища: Путь Пахаря попал в чашу водоёма (в районе устья ручья Малейчик северо-западнее пионерлагеря)
.